# Gil Elvgren

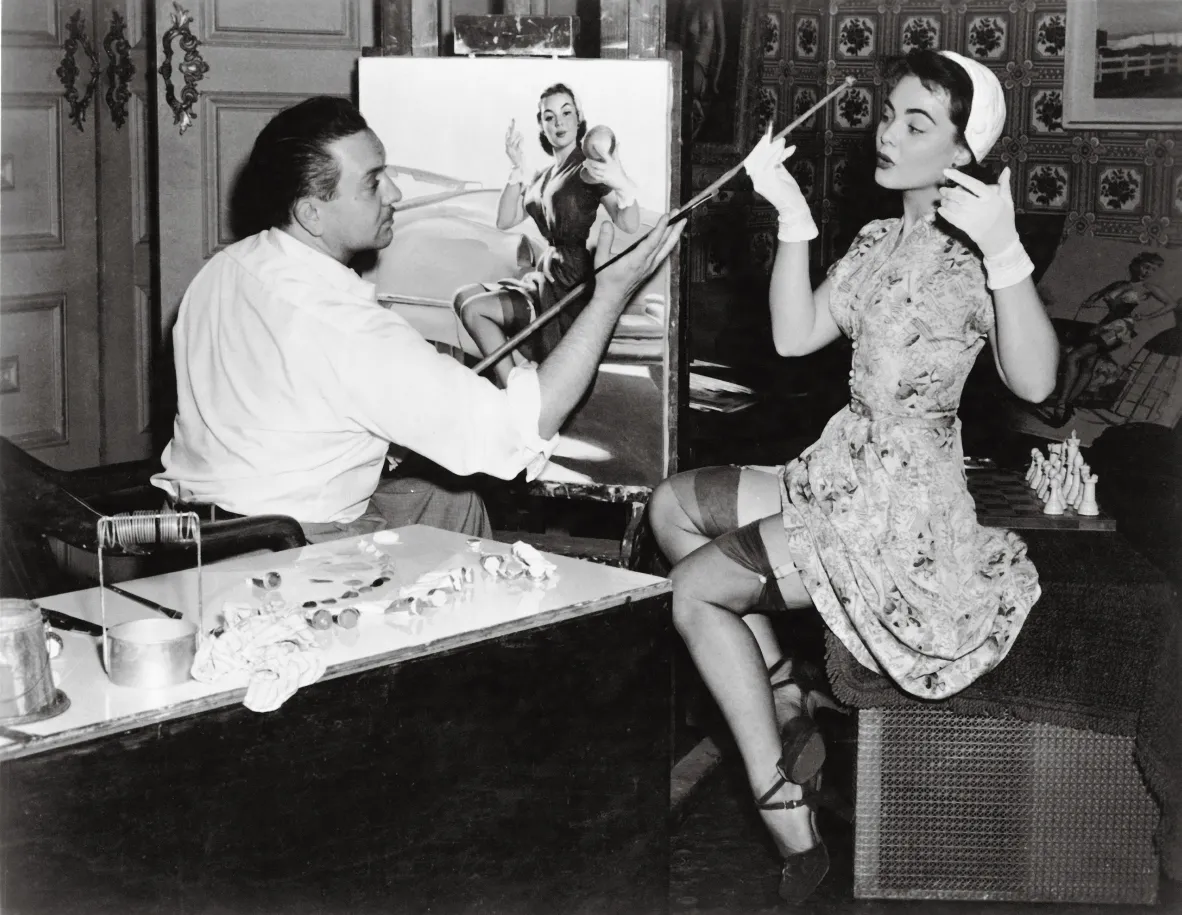
Gil Elvgren bei der Arbeit, 1950

Gillette (Gil) Elvgren (* 15. März 1914 in St. Paul, Minnesota; † 29. Februar 1980) war ein US-amerikanischer Pin-Up-Maler und Werbezeichner.

## Leben
Nach der High School begann Elvgren zunächst ein Studium an der University of Minnesota, wo er sich aufgrund seiner zeichnerischen Fähigkeiten für die Fächer Architektur und Design eingetragen hatte. Gleichzeitig belegte er Kunstkurse am Minneapolis Institute of Art. Im Sommer 1933 traf er für sich die Entscheidung, lieber Kunst schaffen zu wollen als Gebäude zu entwerfen und wandte sich von der Architektur ab. Während des Kunststudiums gehörte unter anderem Andrew Loomis zu seinen Kommilitonen.
Mit 22 Jahren schloss er sein Studium ab und nahm eine Tätigkeit in der künstlerischen Abteilung von Stevens and Gross auf, einer der angesehensten Werbeagenturen in Chicago. Hier traf er auf Haddon Sundblom, der unter anderem Berühmtheit erlangt hatte, weil er die Figur des Coca-Cola-Weihnachtsmanns erfunden hatte. Sundblom wurde sein Mentor und Elvgren zeichnete in dieser Zeit ebenfalls etliche Werbeanzeigen für Coca-Cola. Sundblom, der an der elitären American Academy of Fine Arts studiert hatte, brachte seinem Starschüler die Maltechnik bei, die Elvgren später selbst berühmt machen sollte.
1937 begann Elvgren Kalender-Pin-Ups für Louis F. Dow zu malen, einem der führenden amerikanischen Verlage. Er lieferte rund 60 Werke für Dow ab, die heute daran erkennbar sind, dass sie mit Elvgrens Namen in Druckbuchstaben signiert sind und nicht, wie auf den späteren Gemälden, mit seiner geschwungenen Unterschrift. Die Dow-Kalenderblätter wurden jedoch häufig nach ihrer ersten Veröffentlichung übermalt und verändert, um dann erneut veröffentlicht und vertrieben zu werden.
1944 erhielt Elvgren ein Angebot des Kalenderverlags Brown & Bigelow. Dort arbeiteten Rolf Armstrong, Earl Moran und Zoë Mozert, die sich bereits als Pin-up-Künstler einen Namen gemacht hatten und mit denen er nun in mehr oder weniger direkter Konkurrenz stand. Brown & Bigelow war Marktführer in der Produktion von Kalendern und anderer Werbeartikel. Elvgren erhielt zunächst 1000 Dollar pro Pin-Up, was erheblich mehr war als er bei Louis F. Dow verdient hatte. Sein Vertrag sah vor, pro Jahr 20 Kalendermädchen zu malen.

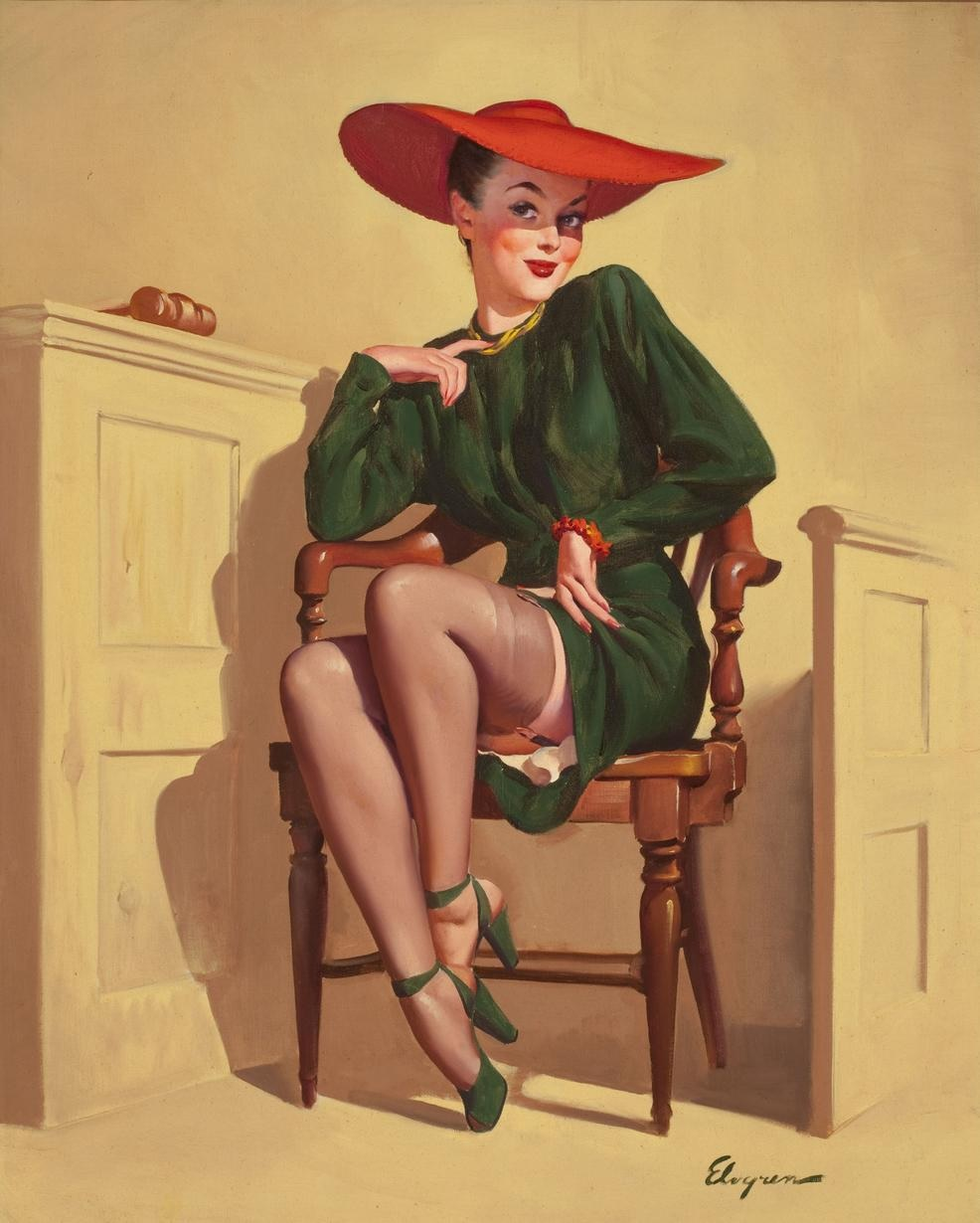
"The Verdict Was, Wow!", Gil Elvgren, 1947

Bei Dow hatte er im Format 71 cm × 56 cm gemalt. Elvgren wählte bei Brown & Bigelow für seine Gemälde von Anfang an das größere Format von 76 cm × 61 cm, das er für die perfekten Abmessungen hielt. Von wenigen Ausnahmen abgesehen, bei denen es sich um noch größere Sonderanfertigungen handelte, malte er in den nächsten 30 Jahren in diesem Leinwandformat.
1951 hatte sich sein Gehalt mehr als verdoppelt. Brown & Bigelow zahlten nun fast 2500 Dollar pro Gemälde, wobei 24 Arbeiten pro Jahr vereinbart waren. Zusätzlich erhielt er Honorare für Magazin-Illustrationen und andere Werbekampagnen. So konnte er es sich leisten mit seiner Familie aus Chicago wegzuziehen, zunächst nach Winnetka, 30 Kilometer weiter nördlich. Er beschäftigte nun einen Assistenten, der ihn bei der Fotografie und der Ausleuchtung der Modelle unterstützte, die Kulissen ausstaffierte und seine Farben und Pinsel vorbereitete. Zwei Jahre später zog die Familie erneut um, nach Siesta Key in Florida, wo bereits etliche Freunde und Bekannte der Familie wohnten. Florida wurde zu Elvgrens Wahlheimat.
Elvgren plante jedes seiner Gemälde sorgfältig. Basierend auf einer ersten Idee, entwickelte er zunächst die Szenerie an sich und wählte dann das dazu passende Modell aus. Anschließend suchte er die Garderobe aus, den Hintergrund für das Studio, die Requisiten und die passende Beleuchtung. Schließlich fotografierte er die Szene mit einer Rollei-Kamera und führte das Gemälde mit Ölfarben auf Leinwand aus.
Das hervorstechendste Merkmal der Pin-Ups von Gil Elvgren ist ihre lebensechte Darstellung. Seine Frauenbilder hatten stets Persönlichkeit und Schwung. Ihre Freundlichkeit und Schönheit verkörperten für viele ihrer Betrachter von den 1940er bis zu den 1960er Jahren das All American Girl. Wie in der Pin-Up-Kunst üblich, gibt es nur wenige Gemälde von Elvgren, auf denen Frauen nackt abgebildet sind. Die Modelle werden durchweg bekleidet in Alltagssituationen gezeigt, in denen die Erotik der Szenerie durch eine zufällige, nur teilweise Enthüllung des Körpers entsteht, indem der Blick zum Beispiel auf die Dessous oder das Dekolleté freigegeben wird.
Elvgren bevorzugte junge Modelle, die noch am Anfang ihrer Karriere standen. Sie strahlten seiner Ansicht nach die Frische und Spontaneität aus, die bei Modellen mit größerer Erfahrung verloren ging. Immer häufiger kamen Hollywood-Starlets auf ihn zu, die sich ihm als Modell anboten, weil die Abbildung auf einem seiner Kalender den Anschub ihrer Karriere bedeuten konnte. So finden sich unter seinen Pin Ups unter anderem Myrna Loy, Arlene Dahl, Donna Reed, Barbara Hale und Kim Novak, die ihm zu Beginn ihrer jeweiligen Karriere Modell standen.
Gil Elvgren starb im Alter von 65 Jahren an einem Krebsleiden.